# Yun Yat
Yun Yat, född 1934, död 1997, var en kambodjansk politiker. Hon var informations- och utbildningsminister i Demokratiska Kampucheas regering 1977-1979. Hon var gift med ministern för inrikessäkerhet Son Sen.